# عفان (اسم)
عفان هو اسم علم مذكر من أصل عربي، ومعناه هو العفة والنزاهة، وعثمان بن عفان الصحابي الجليل.

## شخصيات تحمل الاسم
- عفان بن أبي العاص
- عفان بن مسلم الصفار

## وصلات خارجية
- موسوعة السلطان قابوس لأسماء العرب نسخة محفوظة 5 أبريل 2019 على موقع واي باك مشين.